# موزه ایالتی آشویتس-برکناو
موزه ایالتی آشویتس-برکناو (به لهستانی: Państwowe Muzeum Auschwitz-Birkenau) موزه‌ای است که در محل اردوگاه آشویتس در اوش‌وینچیم (به آلمانی: Auschwitz) در لهستان قرار دارد.
این مکان شامل اردوگاه اصلی کار اجباری در آشویتس یک و بقایای اردوگاه کار اجباری و پاکسازی در آشویتس دو-برکناو می‌شود. هر دو این اردوگاه‌ها در هنگام اشغال لهستان در سال‌های ۱۹۳۹–۱۹۴۵ توسط آلمان نازی گسترش داده شده و اداره می‌شدند. دولت لهستان این مکان را به عنوان یک مرکز پژوهشی و به یاد ۱٫۱ میلیون نفری، از جمله ۹۶۰٬۰۰۰ یهودی، که در جریان جنگ جهانی دوم و هولوکاست در آن جان خود را از دست دادند حفظ کرده‌است. این مکان در سال ۱۹۷۹ جزو میراث جهانی یونسکو ثبت شد.

## دربارهٔ موزه
موزه در آوریل ۱۹۴۶ توسط تادئوز واسوویچ و دیگر زندانیان پیشین آشویتس ایجاد شد که تحت مدیریت وزارت فرهنگ و هنر لهستان فعالیت می‌کردند. به‌طور رسمی، موزه در ۲ ژوئیه ۱۹۴۷ با اقدام پارلمان لهستان گشوده شد. این محوطه شامل ۲۰ هکتار در آشویتس یک و ۱۷۱ هکتار در آشویتس دو است که در حدود سه کیلومتری اردوگاه اصلی قرار دارد. بیش از ۲۵ میلیون تن از این موزه بازدید کرده‌اند. از سال ۱۹۵۵ تا ۱۹۹۰، موزه توسط یکی از بنیانگذاران و زندانیان پیشین آن، کازیمیرز سمولن، اداره می‌شد.
در سال ۲۰۱۹، ۲٬۳۲۰٬۰۰۰ تن از این مکان بازدید کردند؛ از لهستان (کمینه ۳۹۶٬۰۰۰)، انگلستان (۲۰۰٬۰۰۰)، ایالات متحده (۱۲۰٬۰۰۰)، ایتالیا (۱۰۴٬۰۰۰)، آلمان (۷۳٬۰۰۰)، اسپانیا (۷۰٬۰۰۰)، فرانسه (۶۷٬۰۰۰)، اسرائیل (۵۹٬۰۰۰)، ایرلند (۴۲٬۰۰۰)، و سوئد (۴۰،۰۰۰).

## تاریخچه

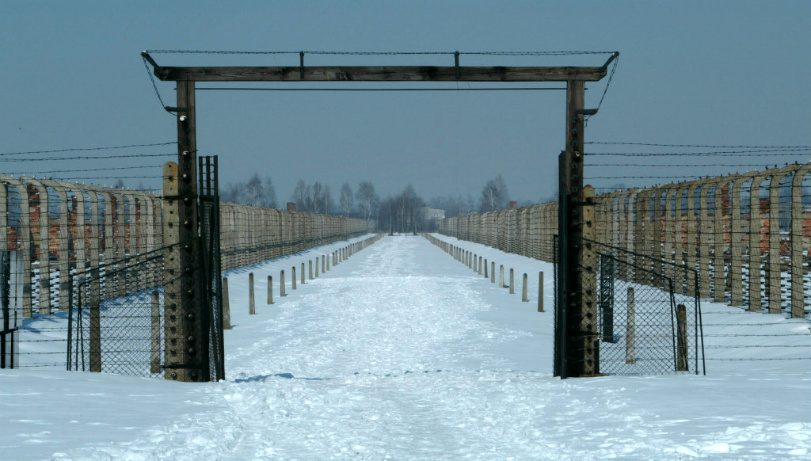
دروازه ورودی آشویتس دو-برکناو

نخستین نمایشگاه درون پادگان در سال ۱۹۴۷ گشوده شد. در لهستان تحت سلطه استالین، در هفتمین سالگرد نخستین تبعید اسیران جنگی لهستانی به آشویتس، نمایشگاه با کمک زندانیان پیشین نمایشگاه مورد بازبینی قرار گرفت. این نمایشگاه تحت تأثیر جنگ سرد قرار گرفت و در کنار تصاویر گتوهای یهودی، عکس‌های زاغههای ایالات متحده نیز به نمایش گذاشته شدند. پس از مرگ استالین، نمایشگاه جدیدی در سال ۱۹۵۵ برنامه‌ریزی شد. در سال ۱۹۵۹، هر ملتی که در آشویتس قربانی داشته بود، حق ارائه نمایشگاه خود را به دست آورد. با این حال، قربانیانی مانند همجنسگرایان، شاهدان یهوه، مردم کولی و مردم ینیش چنین حقی را دریافت نکردند. از آنجا که یهودیان کشته شده در آشویتس شهروندان اسرائیل نبودند، کشور اسرائیل نیز از ارائه کمک هزینه به نمایشگاه خود خودداری کرد. در آوریل ۱۹۶۸، نمایشگاه یهودیان، طراحی شده توسط آندری اشچپیورسکی، گشوده شد. در سال ۱۹۷۹ هنگامی که پاپ ژان پل دوم مراسمی مذهبی را در برکناو برگزار کرد و اردوگاه را «گلگتای دوران ما» خواند، یک رسوایی رخ داد.
در سال ۱۹۶۲، منطقه‌ای حفاظتی در اطراف موزه در برکناو (و در سال ۱۹۷۷، یک منطقه در اطراف موزه در آشویتس) برای حفظ وضعیت تاریخی اردوگاه ایجاد شد. این مناطق در سال ۱۹۹۹ توسط پارلمان لهستان تأیید شدند. در سال ۱۹۶۷، نخستین بنای یادبود بزرگ گشوده شد و در دهه ۱۹۹۰ نخستین تابلوهای اطلاع‌رسانی راه‌اندازی شدند.

### تصویربرداری
با اجازه موزه، صحنه‌های چهار فیلم در مکان اردوگاه فیلم‌برداری شده‌اند: سرنشین (۱۹۶۳) به کارگردانی آندری مونک لهستانی، چشم‌انداز بعد از نبرد (۱۹۷۰) به کارگردانی آندری وایدا لهستانی و یک مینی سریال تلویزیونی، جنگ و یادآوری (۱۹۸۸)، و انکار (۲۰۱۶). اگرچه دولت لهستان برای ساخت صحنه‌های فیلم برای فهرست شیندلر (۱۹۹۳) اجازه ساخت صحنه‌های فیلم‌برداری درون اردوگاه را داد، اما استیون اسپیلبرگ تصمیم گرفت برای فیلم‌برداری از طاق بدنام ورودی اردوگاه هنگامی که قطار حاوی زنان نجات‌یافته توسط اسکار شیندلر از زیر آن رد می‌شود، ماکتی بیرون از اردوگاه بسازد.

### مناقشه‌های مذهبی
در سال ۱۹۷۹، پاپ تازه انتخاب شده لهستانی، ژان پل دوم، آیین عشای ربانی را در محوطه آشویتس دو برای حدود ۵۰۰٬۰۰۰ تن برگزار کرد و اعلام کرد که ادیت اشتاین را به تقدس می‌رساند. برخی از کاتولیک‌ها صلیبی را در نزدیکی پناهگاه شماره ۲ آشویتس دو، در جایی که وی با گاز کشته شد، نصب کردند. اندکی بعد، یک ستاره داوود در محل ظاهر شد، و این مسئله منجر به گسترش نمادهای مذهبی شد، که در نهایت همه آن‌ها برداشته شدند.
راهبه‌های کرملی در سال ۱۹۸۴ در نزدیکی آشویتس یک صومعه‌ای را افتتاح کردند. پس از آنکه برخی از گروه‌های یهودی خواستار برچیده شدن صومعه شدند، نمایندگان کلیسای کاتولیک در سال ۱۹۸۷ با این خواسته موافقت کردند. یک سال بعد، کرملی‌ها صلیبی بلند به ارتفاع ۸ متر، در نزدیکی محل صومعه پیشین خود، درست در بیرون از بلوک ۱۱، بر پا کردند که از درون اردوگاه به سختی دیده می‌شد. این کار به اعتراض گروه‌های یهودی منجر شد، که می‌گفتند بیشتر کشته‌شدگان در آشویتس یهودیان بوده‌اند و خواستار دور نگه داشتن نمادهای مذهبی از محل شدند. کلیسای کاتولیک تا سال ۱۹۸۹ به کرملی‌ها مهلت داد تا از آنجا دور بشوند، اما آن‌ها تا سال ۱۹۹۳ در آنجا ماندند و سپس صلیب را در محل باقی گذاشتند. در سال ۱۹۹۸، پس از تماس‌های بیشتر برای برداشتن صلیب، حدود ۳۰۰ صلیب کوچکتر توسط فعالان محلی در نزدیکی صلیب بزرگ نصب شد، که منجر به اعتراض‌های بیشتر و مشاجره‌های داغ شد. به دنبال توافق‌نامه‌ای میان کلیسای کاتولیک لهستان و دولت لهستان، صلیب‌های کوچکتر در سال ۱۹۹۹ برداشته شدند، اما یک صلیب بزرگتر که به دستان پاپ خرده بوده، باقی مانده‌است.

### مراسم یادبود روز آزادسازی
پنجاهمین سالگرد مراسم آزادی اردوگاه در سال ۱۹۹۵ در آشویتس یک برگزار شد و حدود هزار زندانی پیشین در آن شرکت کردند. در سال ۱۹۹۶، آلمان ۲۷ ژانویه، روز آزادی آشویتس را به عنوان «روز بزرگداشت قربانیان ناسیونال سوسیالیسم» نامگذاری کرد. کشورهایی که روزهای یادبود مشابهی را نیز برپا کرده‌اند شامل دانمارک (روز آشویتس)، ایتالیا (روز یادبود) و لهستان (روز یادبود قربانیان نازیسم) هستند. بزرگداشتی برای هفتادمین سالگرد آزادی در سال ۲۰۱۵ برگزار شد.

### جلوگیری از بازدید هیئت ایرانی
در فوریه ۲۰۰۶، لهستان از دادن ویزا به پژوهشگران ایرانی که قصد سفر به آشویتس را داشتند، خودداری کرد. استفان ملر، وزیر امور خارجه لهستان گفت که کشورش باید ایران را از بررسی در مورد مقیاس هولوکاست، که رئیس‌جمهور ایران محمود احمدی‌نژاد آن را به عنوان یک افسانه رد کرده بود، منع کند. ایران بعدها تلاش کرد تا از سخنان احمدی‌نژاد در گذشته دوری گزیند، اما رئیس‌جمهور پس از وی، حسن روحانی، نیز هرگز باور سلف خود مبنی بر اغراق در مقیاس هولوکاست را رد نکرد. مجازات انکار هولوکاست در لهستان می‌تواند زندان تا سه سال باشد.